# Tilloloy
Tilloloy és un municipi francès situat al departament del Somme i a la regió dels Alts de França. L'any 2007 tenia 385 habitants.

## Demografia

### Població

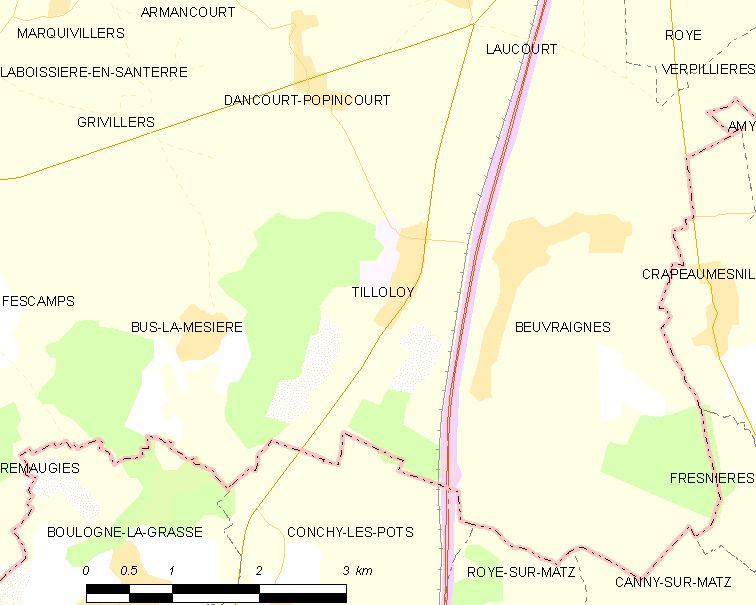

El 2007 la població de fet de Tilloloy era de 385 persones. Hi havia 120 famílies de les quals 24 eren unipersonals (4 homes vivint sols i 20 dones vivint soles), 28 parelles sense fills, 44 parelles amb fills i 24 famílies monoparentals amb fills.
La població ha evolucionat segons el següent gràfic:
Habitants censats

### Habitatges

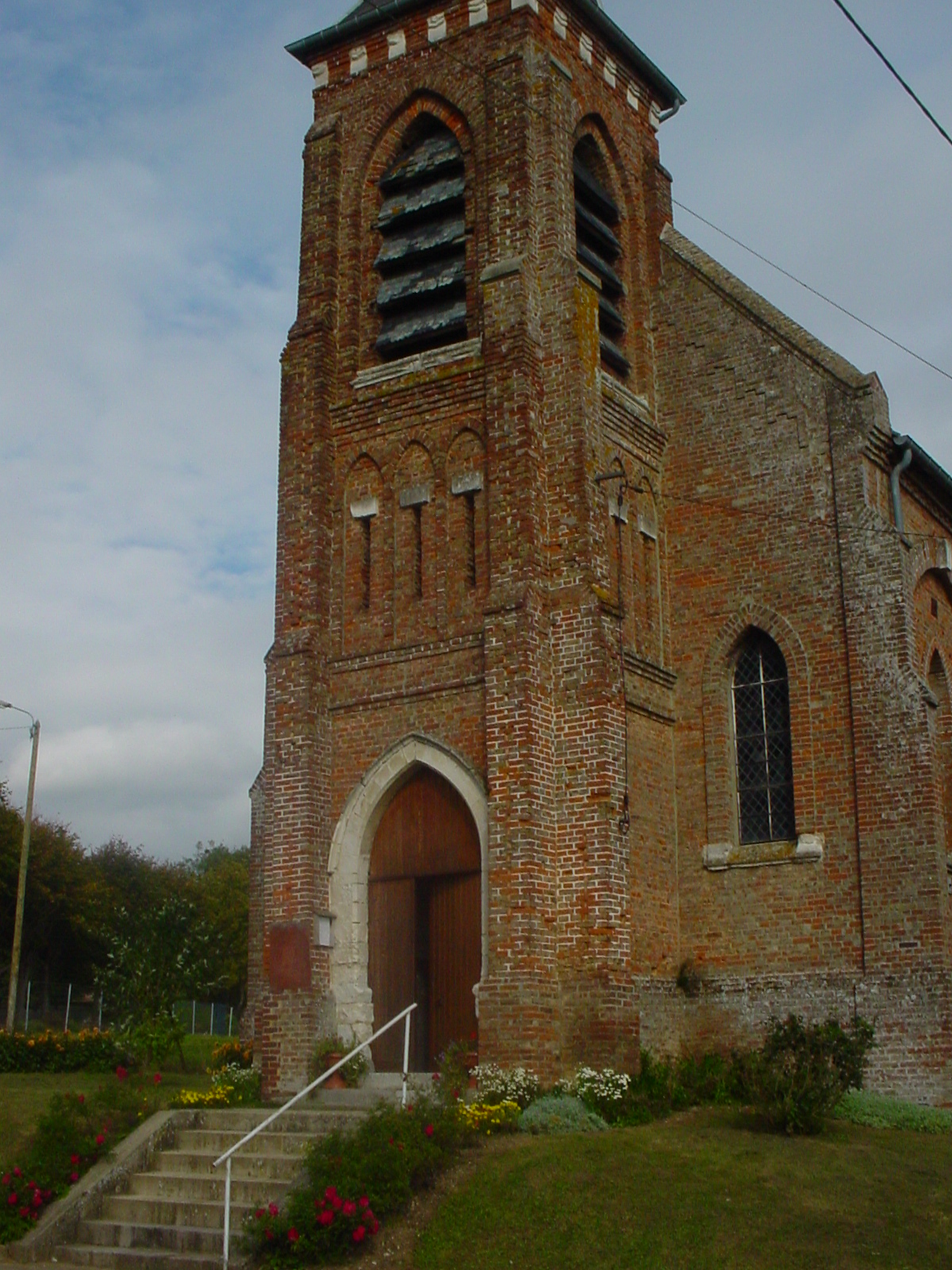

El 2007 hi havia 133 habitatges, 125 eren l'habitatge principal de la família, 5 eren segones residències i 3 estaven desocupats. 126 eren cases i 4 eren apartaments. Dels 125 habitatges principals, 87 estaven ocupats pels seus propietaris, 30 estaven llogats i ocupats pels llogaters i 8 estaven cedits a títol gratuït; 4 tenien dues cambres, 18 en tenien tres, 32 en tenien quatre i 71 en tenien cinc o més. 87 habitatges disposaven pel capbaix d'una plaça de pàrquing. A 50 habitatges hi havia un automòbil i a 58 n'hi havia dos o més.

### Piràmide de població

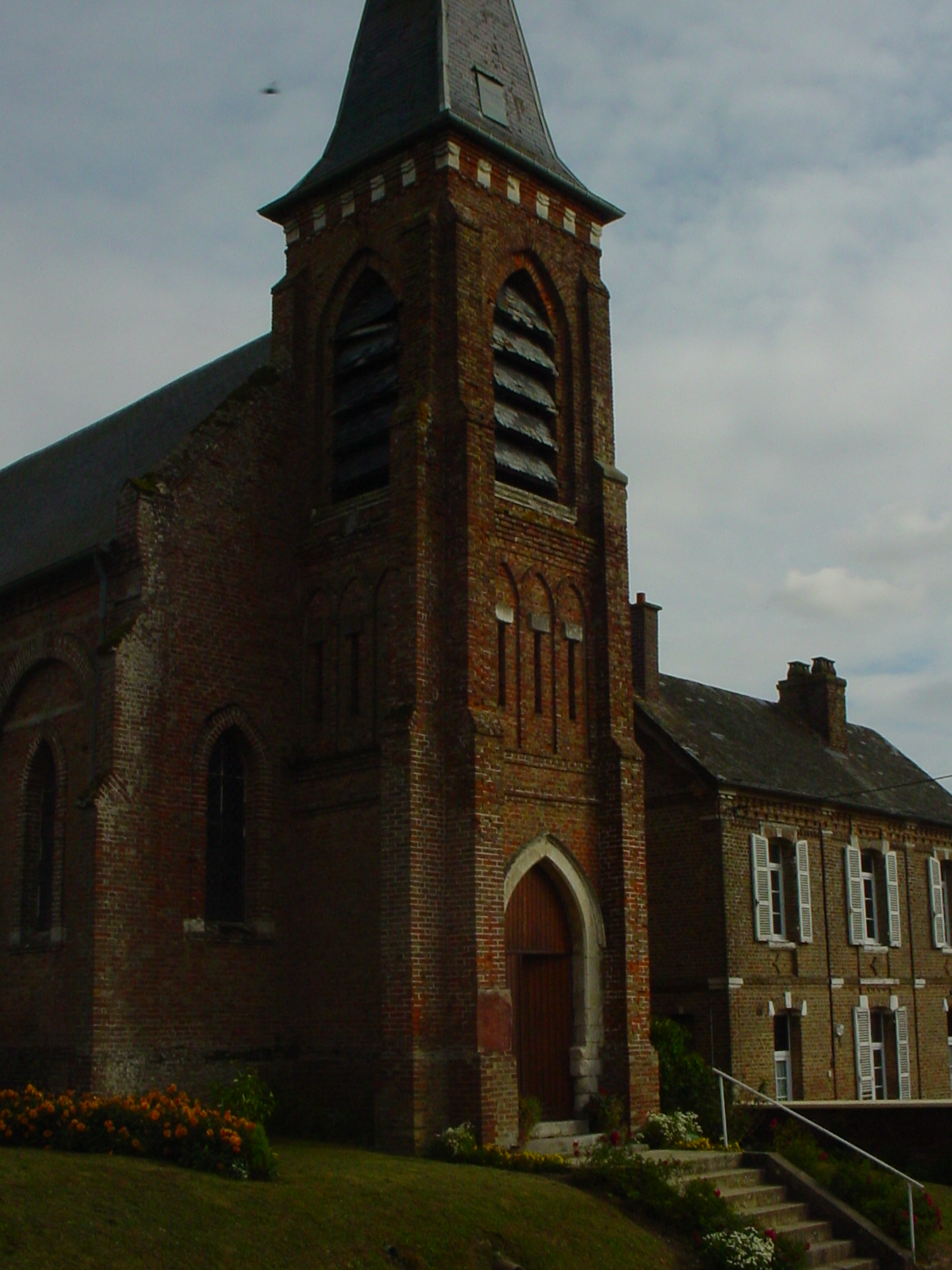

La piràmide de població per edats i sexe el 2009 era:
| Homes | Edats   | Dones |
| ----- | ------- | ----- |
| 0     | 95 o +  | 0     |
| 4     | 90 a 94 | 4     |
| 0     | 85 a 89 | 4     |
| 0     | 80 a 84 | 0     |
| 0     | 75 a 79 | 4     |
| 20    | 70 a 74 | 20    |
| 4     | 65 a 69 | 8     |
| 20    | 60 a 64 | 4     |
| 8     | 55 a 59 | 8     |
| 8     | 50 a 54 | 12    |
| 20    | 45 a 49 | 20    |
| 20    | 40 a 44 | 8     |
| 20    | 35 a 39 | 4     |
| 24    | 30 a 34 | 24    |
| 12    | 25 a 29 | 4     |
| 8     | 20 a 24 | 12    |
| 4     | 15 a 19 | 4     |
| 4     | 10 a 14 | 8     |
| 16    | 5 a 9   | 16    |
| 12    | 0 a 4   | 12    |

## Economia

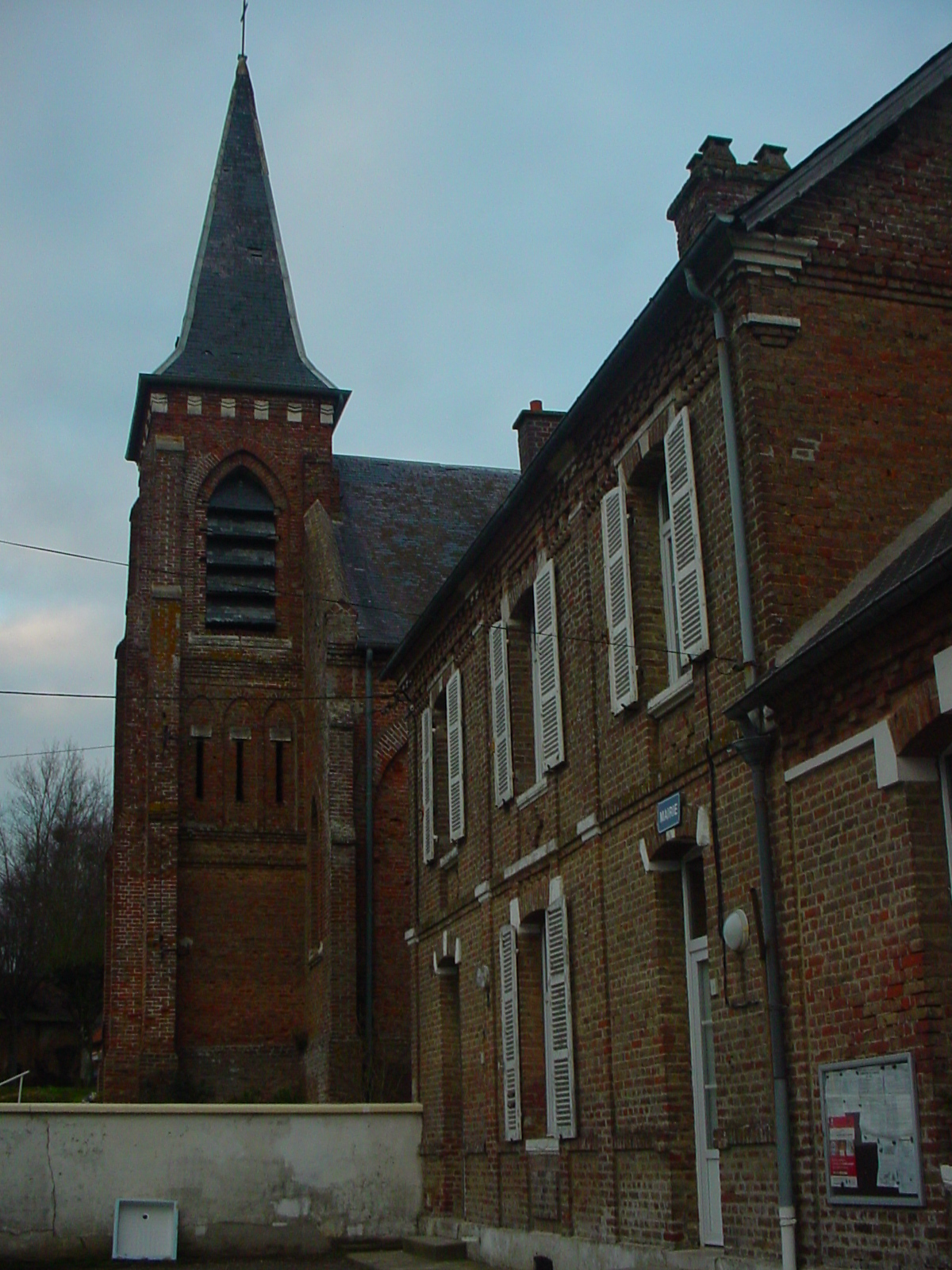

El 2007 la població en edat de treballar era de 281 persones, 161 eren actives i 120 eren inactives. De les 161 persones actives 148 estaven ocupades (77 homes i 71 dones) i 13 estaven aturades (4 homes i 9 dones). De les 120 persones inactives 19 estaven jubilades, 24 estaven estudiant i 77 estaven classificades com a «altres inactius».

### Ingressos
El 2009 a Tilloloy hi havia 120 unitats fiscals que integraven 313 persones, la mediana anual d'ingressos fiscals per persona era de 17.294 €.

### Activitats econòmiques

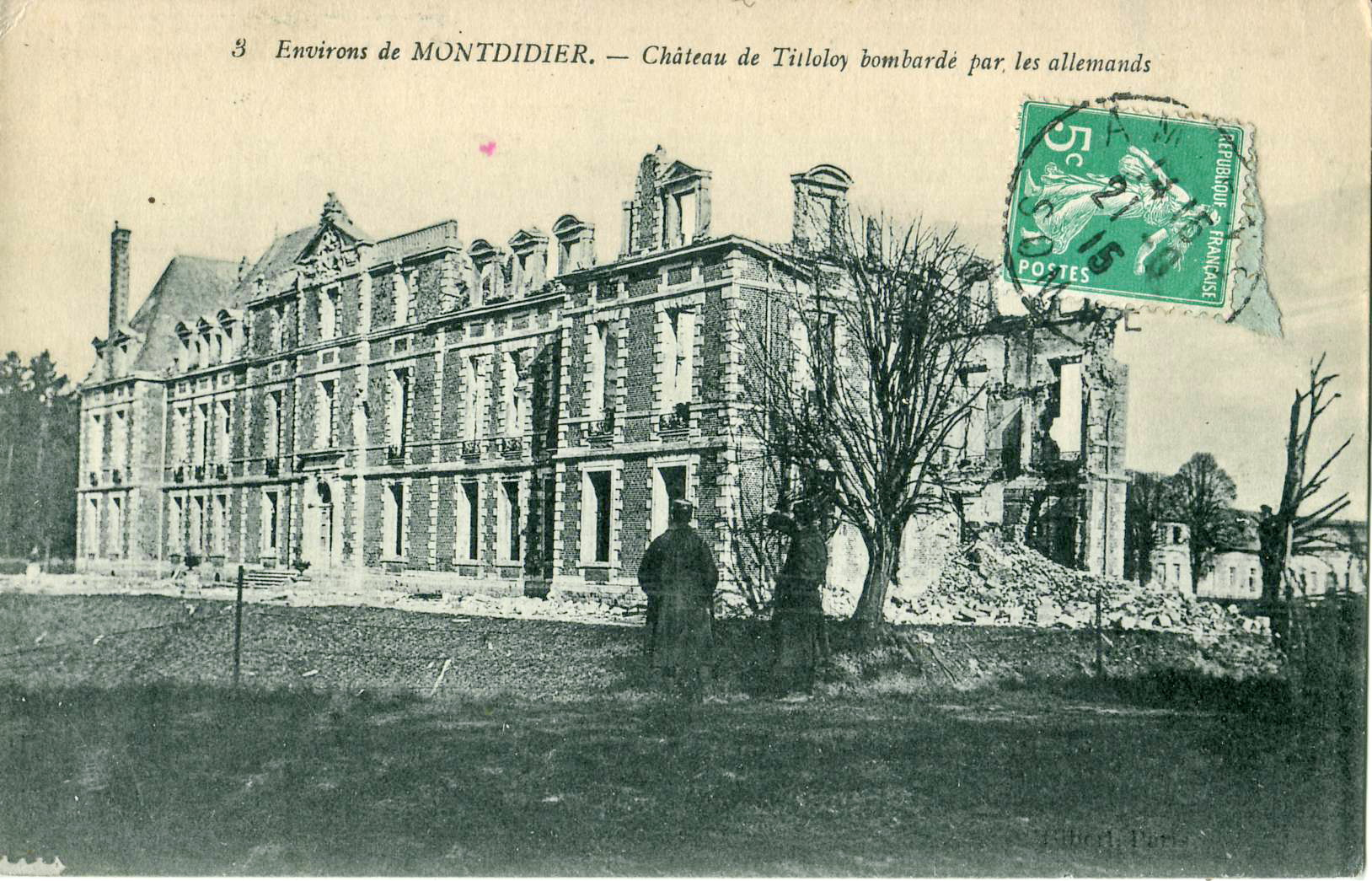

Dels 12 establiments que hi havia el 2007, 1 era d'una empresa de fabricació d'altres productes industrials, 1 d'una empresa de construcció, 4 d'empreses de comerç i reparació d'automòbils, 1 d'una empresa d'hostatgeria i restauració, 2 d'empreses de serveis, 1 d'una entitat de l'administració pública i 2 d'empreses classificades com a «altres activitats de serveis».
Dels 2 establiments de servei als particulars que hi havia el 2009, 1 era un electricista i 1 restaurant.
L'any 2000 a Tilloloy hi havia 6 explotacions agrícoles.

## Equipaments sanitaris i escolars
El 2009 hi havia una escola elemental integrada dins d'un grup escolar amb les comunes properes formant una escola dispersa.

## Poblacions més properes

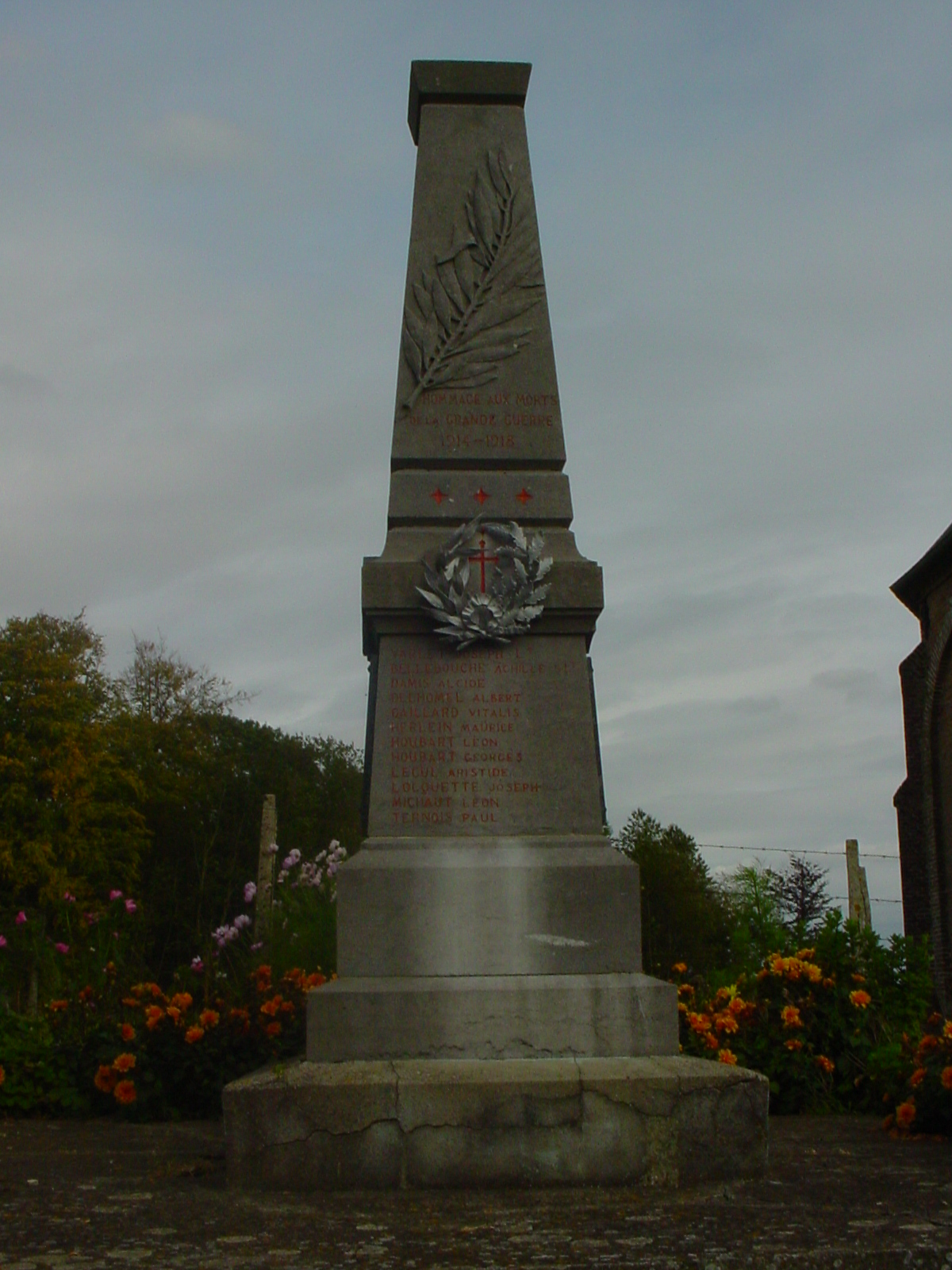

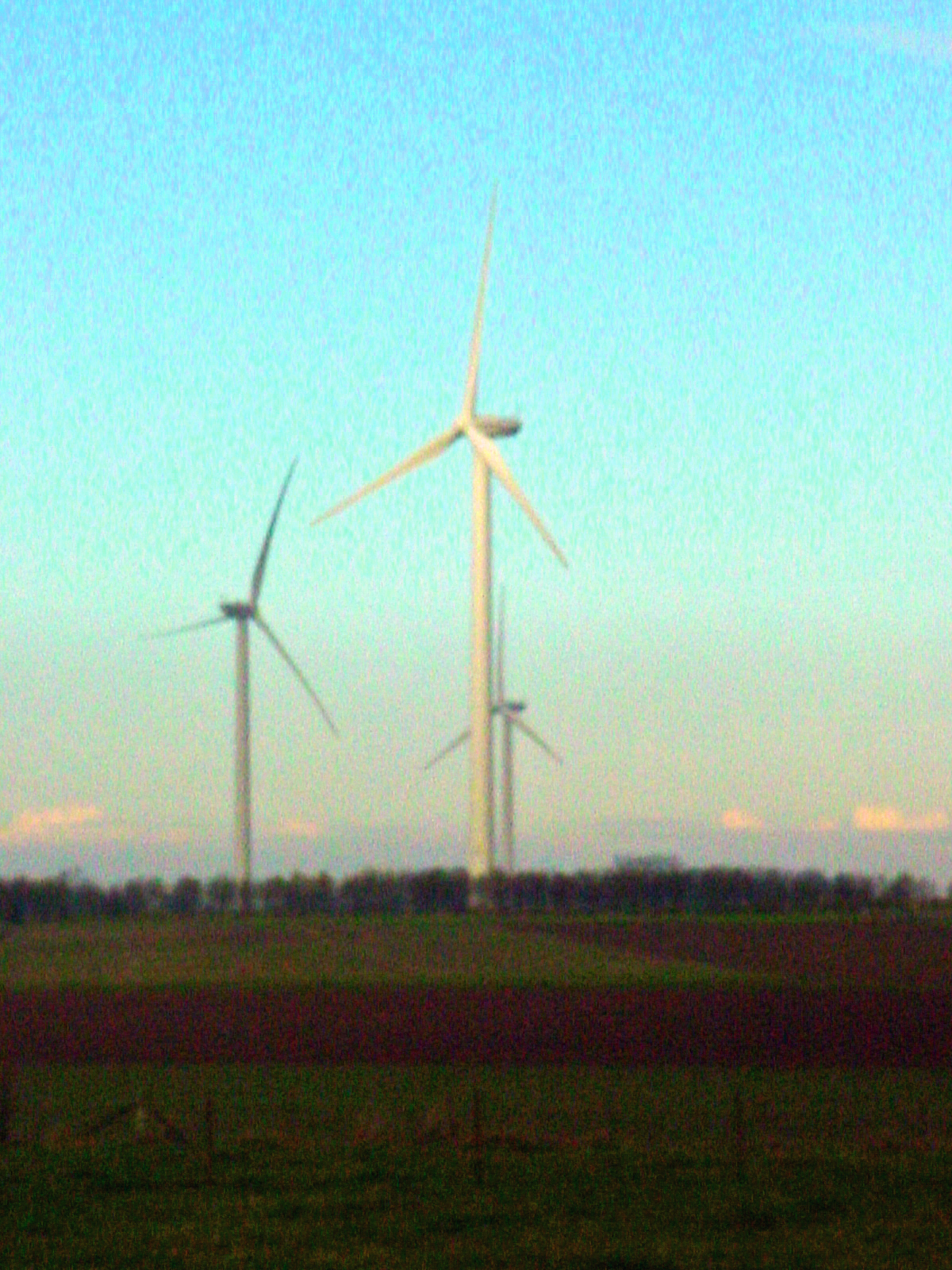

El següent diagrama mostra les poblacions més properes.